# Jäljänjärvi
Jäljänjärvi är en sjö i kommunen Lojo i landskapet Nyland i Finland. Sjön ligger 116 meter över havet. Arean är 53 hektar och strandlinjen är 7,71 kilometer lång. Sjön  ingår i Karisåns huvudavrinningsområde.   Den ligger omkring 68 km nordväst om Helsingfors. 
I sjön finns ön Vuohisaari. Jäljänjärvi ligger väster om Kolmperse och Vähävesi. 